# Велко Думев
Атанас Петров Думев, известен от 1894 година като Велко, е български революционер, деец на Вътрешната македоно-одринска революционна организация, просветен деец. Използва псевдоними като Бодров, Кадров,, Кидров, Орлеанския Д-в.

## Биография
Роден е в 1869 година в южномакедонския град Воден, тогава в Османската империя, днес Едеса, Гърция. Учи в Солунската българска мъжка гимназия. След ученически бунт заедно с група свои другари е изключен от гимназията. В началото на 1888 година, с група от 19 души, между които и други бъдещи революционери е привлечен от сръбската пропаганда и заминава да учи в Белград безплатно за сметка на Дружеството „Свети Сава“. След това продължава образованието си във Великата школа в Белград. След като са подложени там на силен натиск за посърбяване с приятелите си вдигат бунт и са изключени.
Емигрират групово в България, където той се записва да учи българска филология във Висшето училище в София (днес Софийски университет). В 1893 година завършва славянска филология в Софийското висше училище. В 1894 година си сменя името от Анастас на Велко. Става учител във Велес, влиза в революционната организация и оглавява местния революционен комитет. Делегат е на Солунския конгрес на организацията в 1896 година, на който са изработени уставът и правилникът и организацията приема името Български македоно-одрински революционен комитет.
През 1897 година Думев е учител в Сяр, където развива революционна дейност. В 1899 година е български учител във Велес.
В 1900/1901 година е екзархийски училищен инспектор на Скопската епархия и преподава в българското педагогическо училище. Същевременно е председател на Скопския окръжен революционен комитет. В него са още Стоян Божов, Коста Николов и Тодор Паскалев.
През юли 1902 година се мести в Одрин като учител по български език в Одринската българска гимназия, като става и председател на Одринския окръжен революционен комитет, замествайки Спас Мартинов. Заедно с Михаил Герджиков развиват активно дейност по разгръщане на революционната мрежа в изоставащото Одринско. На конгреса в Солун през януари 1903 година Думев е делегат от Одрински окръг и заедно с Иван Гарванов и Анастас Лозанчев е сред най-активните привърженици на курса към въстание. След конгреса заминава за София, където обсъжда с Даме Груев, Гоце Делчев, Христо Матов и други дейци тактиката на предстоящето въстание. През юни е подпредседател на конгреса на Петрова нива. По време на Илинденско-Преображенското въстание организира доставките на оръжие от София.
Велко Думев участва в заседанията в София, на които се обсъжда развитието на борбата слез неуспеха на въстанието. Подготвя пътуването на Борис Сарафов и Михаил Герджиков в Италия, Франция и Англия, което трябва да запознае Европа с положението в Европейска Турция.
През 1905 година Думев се връща в Македония и през април е избран за член на Битолския революционен окръжен комитет.
След Младотурската революция в 1908 година, Думев преподава български език в Пловдив и София и работи като училищен инспектор. При избухването на Балканската война в 1912 година Думев е доброволец в Македоно-одринското опълчение и служи като ковчежник в нестроевата рота на Десета прилепска дружина. По време на Първата световна война е училищен инспектор в Ниш.
След войните Думев работи в легалните македонски организации. В 1926, 1928 и 1929 година е избран в Националния комитет на македонските братства. Член е и на Илинденската организация. Участва в създаванто на Македонския научен институт. След разгрома на левицата във ВМРО в Горноджумайските събития в 1924 година, Думев влиза в редакцията на „Илинден“. Редактира вестник „Независима Македония“ в 1932 година, излизал вместо временно спрения „Македония“. Привърженик е на михайловисткото крило във ВМРО.
След освобожднието на част от Вардарска и Егейска Македония в 1941 година Думев многократно посещава новоприсъединените земи. Умира на 2 декември 1945 година. Негов личен архивен фонд се съхранява в Държавна агенция „Архиви“.
Синът му, Петър Думев, в 1931 година завършва право в Софийския университет.